# Atemptat d'Istanbul de cap d'any de 2017
L'atemptat d'Istanbul de cap d'any de 2017 tingué lloc l'1 de gener de 2017 i fou un tiroteig en una discoteca a Istanbul, concretament el Club Reina. Va haver-hi 39 morts, 25 homes i 14 dones, a causa de l'atac i més de 65 ferits. L'acció fou reclamada per Estat Islàmic en revenja per la intervenció turca a la Guerra Civil siriana.

## Atac
Al voltant de la 1:30 en horari de Turquia del dia 1 de gener de 2017 (22.30 GMT), un home armat amb fusell d'assalt va arribar al Club Reina a l'àrea d'Ortaköy, un dels més selectes d'Istanbul, freqüentat per persones de classe alta i estrangers, ubicat a la riba del Bòsfor a la part europea de la ciutat.
Segons el Primer ministre de Turquia Binali Yıldırım, primer va abatre a dos guàrdies de la porta i un policia. Posteriorment va entrar al local i va començar a disparar indiscriminadament. Les autoritats han desmentit la informació transmesa inicialment per alguns mitjans locals que l'atacant anava vestit de Pare Noel.
En aquesta discoteca s'hi trobaven entre 500 i 600 persones celebrant l'Any Nou, segons va explicar un cambrer. Quan van començar els trets moltes persones es van llançar a les aigües del Bòsfor per fugir. Almenys 39 persones van morir -entre ells hi ha 15 estrangers- i més de 67 van resultar ferides. El presumpte atacant, que segueix pròfug, va poder escapar aprofitant el caos del primer moment després els trets. Cap grup es va adjudicar la responsabilitat fins que l'endemà va ser reivindicat per l'Estat Islàmic.

## Víctimes
Hi va haver 39 morts, 25 homes i 14 dones. Del total, 23 eren de nacionalitat turca i 15 d'altres nacionalitats. Segons AFP són:
| País           | Morts | Ferits     | Ref.                 |
| -------------- | ----- | ---------- | -------------------- |
| Turquia        | 11    | Desconegut | [ 9 ]                |
| Aràbia Saudita | 7     | 9          | [ 10 ] [ 11 ]        |
| Iraqj          | 4     | 0          | [ 10 ]               |
| Líban          | 3     | 7          | [ 11 ] [ 12 ]        |
| Jordània       | 3     | 4          | [ 13 ]               |
| Índia          | 2     | 0          | [ 14 ]               |
| Tunísia        | 2     | 0          | [ 15 ]               |
| Israel         | 1     | 1          | [ 16 ] [ 17 ] [ 18 ] |
| Bèlgica        | 1     | 0          | [ 19 ]               |
| Canadà         | 1     | 0          | [ 10 ]               |
| Síria          | 1     | 0          | [ 10 ]               |
| França         | 0     | 3          | [ 20 ]               |
| Marroc         | 0     | 3          | [ 11 ]               |
| Bulgària       | 0     | 1          | [ 21 ]               |
| Desconegut     | 3     | 39         | [ 9 ]                |
| Total          | 39    | 69         | [ 9 ]                |

## El Club Reina
El Reina és un dels locals considerats ineludibles de la «jet set» turca i de gent acabalada disposats a sortir de nit. Està localitzat a la part europea de la ciutat, a la riba del Bósfor (Ortaköy, Muallim Naci Cd. No:44, 34347 Beşiktaş/İstanbul).
Va ser inaugurat el 2002 i es també accessible amb vaixell directament des de l'estret. El club inclou diversos restaurants, pistes de ball i un bar central. La seva terrassa està situada sota un dels tres ponts que travessen l'estret. La discoteca en els últims anys s'havia convertit també en un lloc de trobada per a empresaris, estrelles dels equips de futbol de la ciutat i artistes protagonistes de les telenovel·les més seguides de Turquia.
S'havia reforçat la seguretat com a resultat de la informació rebuta una setmana abans, per part dels serveis estatunidencs, de que el club podia ser víctima d'atacs, segons va explicar el propietari del local, Mehmet Koçarslan.

## Autoria
Abdulkadir Masharipov, d'origen uzbek fou arrestat a Istanbul el 17 de gener de 2017, militant entrenat a Afghanistan i Pakistan, entrant de manera il·legal a Turquia per la frontera iraniana en 2016. També es creu que es va entrenar a Iraq amb Al Qaeda.